# MagtiCom
MagtiCom Ltd, (in georgiano: მაგთიკომი) è un'azienda di telecomunicazioni georgiana con sede a Tbilisi.

## Storia (Timeline)
- 1996 - fondazione dell'azienda da parte di Dr. George (Gia) Jokhtaberidze.
- 1997 - la prima chiamata commerciale è stata effettuata dalla rete MagtiCom;
- 2001 - la prima chiamata GPRS è stata effettuata come risultato della costruzione della rete GPRS;
- 2005 - Bali viene lanciato il marchio giovanile di MagtiCom;
- 2005 - MagtiCom diventa titolare della licenza operativa dello standard CDMA 800 MHz;
- 2006 - a seguito della diffusione della rete 3G, sono stati lanciati i servizi 3G come videochiamata, TV mobile e Internet ad alta velocità;
- 2008 - MagtiCom ha lanciato Magti Fix, il servizio di telefonia fissa basato su CDMA, che consente alla popolazione della Georgia di usufruire della comunicazione telefonica fissa nelle regioni in cui, a causa del terreno difficile della Georgia, era stato impossibile fornire un servizio simile;
- 2009 - MagtiCom, su commissione del Ministero dell'Istruzione e della Scienza della Georgia, ha lanciato, nell'ambito della creazione della United Educational Network, il progetto di internatizzazione di tutti i centri di risorse e le scuole pubbliche della Georgia. Dopo aver completato in anticipo il tracciato della rete e attivato oltre 2 150 scuole pubbliche e centri di risorse in essa, MagtiCom ha avviato e procede con la fornitura di servizi a tali scuole e centri;
- 2010 - MagtiCom lancia Bani, il terzo marchio di telefonia mobile;
- 2012 - MagtiCom ha lanciato MagtiSat, il primo operatore di trasmissioni via satellite in Georgia e nella regione del Caucaso meridionale che fornisce servizi televisivi in qualsiasi punto del paese;
- 2013 - MagtiCom ha offerto 3 nuovi canali cinematografici di propria produzione doppiati in georgiano ai clienti MagtiSat: Magti Hit, Magti Kino e Chveni Magti sono stati così, parallelamente all'operatore satellitare, la fondazione per il broadcasting;
- 2015 - MagtiCom ha lanciato la rete 4G / LTE che copre il 92% del territorio popolato e controllato della Georgia;
- 30 maggio 2016 - MagtiCom, Ltd. e Caucasus Online LLC hanno firmato il contratto di acquisto di asset operativi;
- 31 maggio 2016 - Prima nel mercato delle telecomunicazioni della Georgia MagtiCom ha offerto la rete 4.5 LTE-Advanced;
- 1º agosto 2016 - MagtiCom ha iniziato a fornire Internet in fibra ottica, televisione via Internet (IPTV), telefonia fissa al mercato al dettaglio e servizio di hosting, dopodiché è diventata ufficialmente la prima azienda nel mercato georgiano a fornire un servizio completo di comunicazioni - mobili e fissi telefonia, internet e televisione.
- 21 novembre 2016 - MagtiCom e Deltacom hanno firmato il Contratto per l'acquisto della quota del 100% di Deltacom;
- novembre 2017 - Magticom è l'operatore ISP leader di mercato in Georgia;

## Servizi
I servizi offerti da MagtiCom riguardano: telefonia mobile; Internet (che abbraccia tutte le tecnologie di sviluppo della rete mobile: 2G, 2.5G, 3G, 3.5G, 4G, 4.5G); telefonia fissa (marchio "Magti Fix" dal 2008); telefonia fissa via cavo (VoIP); televisione satellitare (marchio "MagtiSat", dal 2012; il primo operatore in Georgia e nel Caucaso meridionale); televisione Internet (IPTV) e Internet in fibra ottica. Dal 2016 MagtiCom ha iniziato a fornire IPTV, VoIP e Internet in fibra ottica.
Attualmente la rete mobile MagtiCom unisce le tecnologie mobili di tutte le generazioni: GSM (2G e 2.5G), UMTS (3G e 3.5G HSPA +), LTE (4G, 4.5G LTE-Advanced). Queste tecnologie sono implementate sulle bande di frequenza 800, 900, 1800 e 2100 MHz.
MagtiCom fornisce la più ampia area di copertura (con 7058 stazioni base) che copre il 98% del territorio popolato e controllato della Georgia. La Società è leader nel mercato della telefonia mobile (con il 40,4% di quota di mercato; dicembre 2020). MagtiCom fornisce vari servizi a un massimo di 3 milioni di clienti attraverso 50 uffici di assistenza clienti e 85 punti vendita nei centri comunitari.